# 杰尼瓦 (亚拉巴马州)
杰尼瓦（Geneva）位于美国亚拉巴马州南部，是杰尼瓦县的县治。
根据2000年美国人口普查，共有4,388人，其中白人占84.12%、非裔美国人占14.18%。